# 光田健一
光田 健一（みつだ けんいち、1967年2月15日 - ）は、日本のシンガーソングライター、アレンジャー、キーボーディスト、ピアニスト。東京都出身。千葉県育ち。血液型AB型。

## 略歴等
ポップス、歌謡、ジャズ、ラテンなどを生業とした両親の影響を受ける一方で、作曲、和声、対位法を南弘明、谷中優に師事。一浪後、東京芸術大学音楽学部作曲科に入学の1986年より、ジャズ・ピアニストとして活動開始。キーボーディストとしても多くのセッション、サポートの指名を受け、数多くのアーティストのコンサート、レコーディングにプレイヤーとして常に一線で活躍しながら、アレンジャー、サウンド・プロデューサーとしても数々の作品群を手掛ける。
1990年、プログレッシブ・ロックバンド、KENSOに加入（〜現在）。
1991年、田中豊雪、清水永二、大橋イサム、光田健一の4人編成バンド「Slap・Up・Slap」に参加。六本木ピットインを中心にジャズフュージョン系セッションキーボードとして活動。
ギタリスト・是方博邦率いる「KORE-CHAN'z」のキーボーディストとして、「タモリの音楽は世界だ」の後番組となる「タモリのギャップ丼」にレギュラー出演。
1995年8月25日、UKプロジェクトより「空が好きだった君に」で本格的にシンガーソングライターとしてデビュー。同年、サポートメンバーとしてスターダストレビューに参加。1998年には正式メンバーとなり、2001年11月までキーボード、コーラス、アレンジを担当。
ソロ・アーティストとして、現在まで20タイトルを超えるアルバム、シングル、DVDを続々と発表。『♪ピアノうた』＝『光田健一の弾き語り』とし、全国ツアー公演を毎年敢行。クラシカルなピアノ三重奏スタイルの『The BrillianTrio〜出逢い（2003）』では、石井竜也がこの作品のために描き下ろしたジャケットアートが使用されている。
ジャズとクラシックのエッセンスをベースとする独自のピアノ奏法を武器に、2011年には『♪ピアノびと』＝『ピアニストの光田健一』として、意外にも自身レーベルからは初のオリジナル・ピアノソロアルバム『♪ピアノびと』を発表。
- RAG FAIRのアレンジャー、サウンド・プロデューサーを務める。
- 1994年、個人事務所 GENTLE*HEARTS MUSIC Officeを設立（後にGENTLE*HEARTS MUSICへ改称）。
- 1997年、3rdアルバムリリースをきっかけに個人レーベルGENTLE*HEARTS MUSIC設立。
- 絶対音感の持ち主。
- ヤクルトスワローズファン。
- 2007年にオリエンタル・ジャズロック・オーケストラ、Orion-Za（織音座）を結成。
- 趣味特技：ボウリング
- 好きな食べ物：オリーブ、ピクルス、ゆず胡椒、タバスコ、とうがらし、めかぶ
- 食べられないもの：やまいも、里芋、納豆
- アカペラグループINSPiが「ありがとうのこと」をカバー。
- 柏木広樹との息の合った二人旅での春のツアーは毎年恒例となる。
- 2014年に加藤慶之、荒井健一、長谷川友二らと「ザ・ハモーレ・エ・カンターレ」（略称：ハモカン）結成し、全国ツアーなどライブ活動は活発である。

## プロデュース、編曲、音楽制作、セッション・ミュージシャン
編曲・プロデュース・参加代表作
- AKB48「桜の栞」編曲（含コーラスアレンジ）（2010）
- SKE48　チームS 2nd Stage「手をつなぎながら」劇場公演曲「遠くにいても」編曲（2009）
- NMB48　チームN 3rd Stage「ここにだって天使はいる」劇場公演曲「ドガとバレリーナ」編曲（2013）
- 石井竜也/アルバム・シングル・コンサート多数プロデュース・音楽監督・編曲（2003-2025）
- 岩崎宏美/アルバム「LOVE」シングル「時の針」収録「プロポーズのとき」作詞・作曲・編曲（2013）
- 江原啓之/アルバム・コンサート音楽監督・サウンドプロデュース・編曲（2009-2016）
- 小田和正/「たしかなこと」「ダイジョウブ」「キラキラ」「自己ベスト」「自己ベスト-2」「どーも」「小田日和」「あの日あの時」「early summer 2022 」他アルバム・シングルにてコーラス参加（1998-2024）
- 國府田マリ子 「Twin memories」「Fantasian」（1993）「Horizon」（1994）（編曲）
- スターダスト・レビュー/アルバム・シングル多数プロデュース・作編曲・演奏（1995-2012）
- 高野寛/アルバム・シングル・コンサートツアー演奏（1993-1996）
- T-SQUARE/アルバム「虹曲 〜T-SQUARE plays T & THE SQUARE SPECIAL〜」ゲスト・ピアニストとして参加（2012）
- プリンセス プリンセス/コンサートサポート（1992-1993）
- RAG FAIR/アルバム・シングル多数プロデュース・音楽監督・編曲（2003-2016）
- 渡辺美里/アルバム・シングル多数プロデュース・作編曲・演奏（2003-2023）
- 渡辺真知子/アルバム・シングル・コンサート多数プロデュース・音楽監督・編曲（1993-2023）
- 「ピアノによる宇多田ヒカル作品集VOL.2（ソニーレコード）」編曲・ピアノ（2001）
- KENSO/アメリカ・フィラディルフィア・ロックフェスティバル「NEARfest」参加（2005）

主な音楽制作
- 第58回全国植樹祭（天皇・皇后臨席）『緑のメッセージ』音楽制作・作曲（2007）
- 大御所四百年祭（静岡市共催後援）「Oh!Go!Show!!」音楽制作・作曲（2007）
- LAZONA X'mas Fantasy（ラゾーナ川崎）音楽制作・作詞・作曲・編曲・歌（2007）
- フジテレビ「ポンキッキーズ」スターダスト・レビュー名義にてレギュラー出演・編曲（2000-2001）
- フジテレビ「おまたせ!ラグ定食!」「ラグ&ピース」音楽監督・編曲（2003-2005）
- テレビ朝日「時効警察」劇中音楽作曲（2006）
- 東宝映画「MISTY」劇中音楽作曲・演奏
- コナミ「ウインビーのネオシネマ倶楽部1〜3」他アルバム多数プロデュース
- 「魔法のパルチードアウト〜吹奏楽のために」「Le Pittoresque For Wind Orchestra」「My Treasure」

　（JWECC 2008-2010〜日本管楽合奏指揮者会議にて吹奏楽作曲作品初演）
- TBS Asian Ace「日本 vs 香港 ヴォーカル団体戦」にて日本代表監督を務める（2011年12月放送）。

## ディスコグラフィ

### シングル
1. 心の瞳が輝くとき (2004/11/20)
2. 光をさがして (2006/5/31)
3. カゼカヲル (2007/5/9)
4. anuenue ～虹とあなたと（Hawaiian Festival in Fukuoka・2016/7/22）

### アルバム（マキシシングル）
1. 空が好きだった君に (1995/8/25・廃盤)
2. WELCOME! KENICHI MITSUDA LIVE (1996/8/25・廃盤)
3. 僕は○○○が好きなんだ！ (1997/11/30)
4. BOOTIES#1 (2000/6/21・廃盤)
5. BOOTIES#2 (2000/10/16・廃盤)
6. Madrigale (2001/4/30)
7. Recitativo (2001/4/30)
8. Beginnings! I〜空が好きだった君に (2003/5/17)
9. Beginnings! 2〜Welcome to My Music! (2003/7/30)
10. The BrillianTrio〜出逢い (2003/12/20)
11. BOOTIES#3 (2005/7/1)
12. ナチュラルマン (2005/10/12)
13. BOOTIES#4 (2006/4/1)
14. ♪ピアノうた2008（2008/9/23・廃盤）
15. ありがとうのこと（2009/11/3・廃盤）
16. ♪ピアノびと（2011/8/3）
17. HIKARI no SATO（2012/8/29）
18. Birthday Recital 2013冬〜降りそそぐおとたま（2013/8/31）
19. ムーサの果実～♪ピアノびとII（2015/3/4）

### VHS/DVD
1. Welcome to KEN's Park World!〜歌えや！踊れや！ライブ寄席！？ (1997・廃盤）
2. KENICHI MITSUDA RECITAL ****PIANO SINGS (2002/10/10)
3. 旅姿♭フラッとナチュラル三人衆　(2006/11/5)
4. 雲のまにまに　(2006/12/2)
5. September Song Concert 2006/9/9　(2007/6/2)
6. ♪幸せコンサート2001　(2007/6/2)
7. 光のオーケストラコンサート 雲のまにまに #06冬（2007/12/20）
8. LIVE TOUR 06-07 光をさがして（2010/12/12）
9. ソロピアノ・リサイタルツアー ♪ピアノびと 2011（2012/9/5）

### その他
1. ピアノによる宇多田ヒカル作品集VOL.2 〜Can You Keep A Secret?〜 (2001/7/18)